# Jader Volnei Spindler
Jader Volnei Spindler (sinh ngày 18 tháng 1 năm 1982) là một cầu thủ bóng đá người Brasil.

## Sự nghiệp câu lạc bộ
Jader Volnei Spindler đã từng chơi cho Omiya Ardija, Ventforet Kofu, Gamba Osaka và Shimizu S-Pulse.